# Апер Бер Крик (Колорадо)
Апер Бер Крик (енгл. Upper Bear Creek) насељено је место без административног статуса у америчкој савезној држави Колорадо.

## Демографија
По попису из 2010. године број становника је 1.059.
| Група             | 2000.    | 2010.         |
| Белци             | 0 (0,0%) | 1.003 (94,7%) |
| Афроамериканци    | 0 (0,0%) | 2 (0,2%)      |
| Азијати           | 0 (0,0%) | 4 (0,4%)      |
| Хиспаноамериканци | 0 (0,0%) | 19 (1,8%)     |
| Укупно            | 0        | 1.059         |